# José Manuel Costa Reis
José Manuel Costa Reis ComIH (Lisboa, 15 de setembro de 1947) é um pintor, figurinista e cenógrafo português.

## Biografia
José Manuel Costa Reis nasceu em Lisboa a 15 de setembro de 1947. Frequentou o Curso Superior de Pintura da Escola Superior de Belas Artes de Lisboa, de 1964 a 1969, e estudou cenografia no Teatro Nacional de S. Carlos, com Mestre Furiga. No cumprimento do Serviço Militar tirou o curso de fotografia e cinema dos Serviços Cartográficos do Exército, único no género então existente em Portugal.
Profissionalmente trabalhou durante dois anos no Núcleo de Cinema do Instituto Português de Cinema, a par de uma intensa atividade como cenógrafo e figurinista, bem como tem trabalhado regularmente como pintor, decorador, ilustrador, tendo ainda desempenhado funções de diretor de arte, na produtora portuguesas (Panorâmica 35) durante 6 anos.
Em 1991 funda a sua própria empresa (a Visual Total) destinada a criar e produzir decoração de interiores e décors para publicidade e televisão.
Foi professor de cenografia no Chapitô, anteriormente, de 1992 a 2006 lecionou a disciplina de cenografia na Escola Profissional de Teatro de Cascais.
Juntamente com Jorge Salavisa cria no Teatro Municipal S. Luiz o "Ciclo Novos Vezes Nove" - "Actores" destinado a revelar novos talentos na área da representação.
Em 2006, 17 de Janeiro é agraciado com a comenda da Ordem do Infante D. Henrique por S.Exa. o Sr. Presidente da República Dr. Jorge Sampaio.
Pelo seu trabalho ligado à área da criação de moda na década de 1970 é considerado o primeiro estilista português, tal como hoje se entende o termo. [carece de fontes?]
Desempenhou as funções de diretor de arte na T.G.S.A / (T.D.N SA).[carece de fontes?]

## Para Teatro
- Amor 68 - Autor e encenador - Henrique Santana - figurinos. Teatro Sá da Bandeira (Porto)
- Caixa de Pandora, de Fernando Amado - encenação Norberto Barroca - cenários e figurinos. Casa da Comédia
- Fando e Lis, de Arrabal - encenação Norberto Barroca - cenários e figurinos. Casa da Comédia e Teatro Villaret
- Horas de Luta, de Guerra Junqueiro - Adaptação e encenação de Norberto Barroca - figurinos. Casa da Comédia
- Encantos de Medeia, de António José da Silva - encenação de Norberto Barroca - Figurinos. Casa da Comédia
- Flores de Papel, - encenação de Artur Ramos - cenários e figurinos. Teatro Casa da Comédia
- Felizardo & Companhia, Eduardo Schwalbach - encenação de Carlos Avilez - figurinos. Teatro Variedades
- Jesus Cristo em Lisboa, - encenação de Norberto Barroca / Carlos Wallenstein - figurinos. Teatro São Luiz
- Old Times, de Harnold Pinter - encenação de Carlos Quevedo - figurinos. Sala experimental - Teatro Nacional D. Maria II
- Crisotemis, - encenação de Rogério de Carvalho - figurinos. Teatro Nacional D. Maria II
- Reis coxos, - encenação de Manuel Coelho - cenários e figurinos. Teatro Nacional D. Maria II
- Ralações Sexuais, - encenação de Rui Mattos - figurinos. Teatro Capitólio
- As três Irmãs, de Anton Tchekov - encenação de Costa Ferreira - figurinos. Teatro Nacional D. Maria II
- Pedro o Cru, de António Patrício - encenação de Carlos Avilez - figurinos. Teatro Nacional D. Maria II
- Figados de Tigre, de Gomes de Amorim - encenação de Carlos Avilez - figurinos - PRÉMIO DA CRITICA - Teatro Nacional D. Maria II - 1984
- Memórias de Sarah Bernhard, - encenação de Jacinto Ramos - Adaptação para a RTP - figurinos . Teatro Nacional D. Maria II
- Volpone, de Ben Johnson - encenação de Norberto Barroca - Adaptação para RTP - cenários e figurinos. Teatro Aberto (1986)
- Annie, - encenação de Armando Cortez - figurinos. Teatro Maria Matos
- A Segunda Vida de Francisco de Assis - encenação de Norberto Barroca - figurinos. Teatro Aberto (1987)
- Deseja-se Mulher, de Almada Negreiros - encenação de Fernanda Lapa - Cenários e figurinos - PRÉMIO DA CRITICA. Fundação Gulbenkian / ACARTE
- Trilogia Portuguesa - (3 Peças) - encenação de Norberto Barroca - cenários e figurinos. Teatro Nacional D. Maria II
- Happy End, de Bertolt Brecht - encenação de João Lourenço - cenários e figurinos. Teatro Aberto (1989)
- Quem Tramou o Comendador...!?, de Carlos Cruz - encenação de Virgílio Castelo - cenários e figurinos. Teatro Maria Matos
- A Voz Humana, de Jean Cocteau - encenação de Rogério de Carvalho - figurinos. Versões para Televisão e Ópera- Teatro da Graça
- O Suicidário, de Nikola Erdman - encenação de João Lourenço - figurinos. Teatro Aberto (1992)
- O Marido Vai à Caça, de Faydeau - encenação de Fernando Gomes - cenários e figurinos. Teatro Aberto
- Vincent - encenação de António Feio - cenários e figurinos - Fundação Gulbenkian / ACARTE
- O Leque de Lady Windermeht, de Oscar Wilde - figurinos. Teatro Nacional D. Maria II (1993)
- De Braços Abertos - encenação Fernanda Lapa - cenários e figurinos. A Barraca. (1994)
- Poemas da Meia-Noite, de Rosa Lobato Faria - encenação de Norberto Barroca - Espaço Ocarina - Cenários e figurinos. CAFÉ TEATRO
- Você Conhece o Bairro-Alto? - Autor e encenador Norberto Barroca - Espaço Ocarina - cenários e figurinos. CAFÉ ABERTO
- Roma Amor - encenação de Norberto Barroca - Espaço Ocarina - cenários e figurinos. CAFÉ TEATRO
- A Dama Das Camélias - encenador Carlos Avillez - figurinos. teatro de Casino do Estoril
- A Maçon - encenador Carlos Avillez - cenários e figurinos. Teatro Nacional D. Maria II
- O Ensaio - encenador João Lourenço - cenários e figurinos. Teatro Aberto
- A Real Caçada ao Sol - encenador Carlos Avilez - cenários e figurinos. Teatro Nacional D. Maria II
- Boomerang - encenador Carlos Avilez - cenários e figurinos. Teatro Estúdio - Teatro Nacional D. Maria II
- O'Pressão - encenador Manuel Coelho - cenários e figurinos - Teatro Armando Cortez
- Palhaço de mim mesmo - encenador Joaquim Nicolau - cenários e figurinos - Teatro São Luiz
- Miss Daisy - encenador Celso Cleto - cenários e figurinos. Auditório Eunice Muñoz - Oeiras (2006)

- Teatro de Revista

- Lisboa Regressa ao Parque - Encenador Mário Raínho - cenários, figurinos e direção plástica - Teatro Maria Vitória
- Vá Para Fora ou Vai Dentro - Encenador Mário Raínho - cenários, figurinos e direção plástica - Teatro Maria Vitória
- Arre Potter que é Demais - Encenador Mário Raínho - cenários, figurinos e direção plástica - Teatro Maria Vitória

## Para Bailado
Desenhou figurinos para os bailados de todos os programas de televisão em que colaborou, tendo trabalhado com os coreógrafos: Fernando Lima, Patrick Hurd, Rui Horta e Liliane Viegas.
Ballet Gulbenkian
- Glória - Coreografia de Vasco Wallenkamp - cenários e figurinos
- Memória de Edith Piaf - Coreografia de Vasco Wallenkamp - cenários e figurinos
- Rosa Rosai - Coreografia de César Moniz - cenários e figurinos.

Após ter visto o seu trabalho no bailado "Rosa Rosai", a diretora e coreógrafa Elisa Monte, convida-o para desenhar os figurinos do novo bailado da Elisa Monte em Cannes em Janeiro de 1989, que declinou por motivos de calendarização pessoal.

## Para cinema
Fez parte do Núcleo de Produção do Instituto Português de Cinema na qualidade de Cenógrafo - Figurinista.
- A Santa Aliança - realização de Eduardo Geada - cenografia, figurinos e como diretor artístico.
- A Vida é Bela - realização de Luís Galvão Telles - Cenografia, figurinos e como diretor artístico.
- Sofia e a Educação Sexual - Assina o guarda-roupa da primeira atriz.
- A Rapariga dos Fósforos - realização de Luís Galvão Telles para a RTP - figurinos e genérico.
- O Funeral do Patrão - realização de Eduardo Geada para a RTP - Genérico.
- Saudades para Dona Genciana - realização de Eduardo Geada - Genérico.

## Para Televisão
CONCURSOS
- Jogos sem Fronteiras - Cascais - figurinos - Execução em Madrid - RTP

Talk-shows e Programas Vários
- A Festa Continua, (46 programas) - Coordenação de guarda-roupa e figurinos. - RTP
- Arroz Doce, - Coordenação de guarda-roupa - figurinos - cenografia e Decoração. - RTP
- A Quinta do 2, (2ª série) - Produção de Carlos Cruz - figurinos. - RTP
- Check-in - cenografia - Teresa Guilherme Produções - RTP
- Entretenimento Total - Produção de Júlio Isidro - cenografia - RTP
- O Nosso Século" - Realização de Teresa Olga - figurinos - RTP
- Faz de Conta - Produção de Raul Solnado / Pedro Martins - Coordenação de guarda-roupa e figurinos - RTP
- Com Pés e Cabeça - realização de Fialho Gouveia /Pedro Martins - Coordenação de guarda-roupa e figurinos - RTP
- Sexualidades - Produção CCA -Carlos Cruz - cenografia - RTP
- Ideias com História - Produção CCA -Carlos Cruz - cenografia e Mobil- RTP
- Sozinhos em Casa - Produção CCA -Carlos Cruz - cenografia - RTP
- Nico de Obra - Produção CCA -Carlos Cruz - cenografia - RTP
- Inocentes - Produção CCA -Carlos Cruz - cenografia - RTP
- Marina, Marina - realização de Zita - cenários e décors. - Prod. CCA - RTP
- Casino Royal - Programa de Herman José - realização de Nuno Teixeira - figurinos - RTP
- Humor de Perdição - Programa de Herman José - realização de Nuno Teixeira - Coordenação de guarda-roupa e figurinos - RTP
- Feira de Música - realização de Zita - DÉCOR - RTP

Grande Gala da Música Portuguesa - Teatro Municipal São Luiz (Lisboa)
Para a série "Deixem Passar a Música" (RTP):
- Ana - Realização de Carlos Barradas - cenografia - RTP
- Lena d'Água - realização de José Nuno Martins - cenografia - RTP
- Adelaide Ferreira - realização de Zita - cenografia - RTP
- António Pinho Vargas - cenografia - RTP
- Jorge Palma - cenografia - RTP
- Paulo de Carvalho - realização de Helder Duarte - cenografia - RTP

Programas recreativos, humor e entretenimento
- Crime da Pensão Estrelinha, Programa de Herman José - realização de Fernando Ávila - figurinos - RTP
- Herman Circus, realização Fernando Ávila - décors e figurinos
- Encontros Imediatos - cenografia - SIC
- Responder à Letra - cenografia - SIC
- O Turno da Noite - realização de Júlio Isidro - cenografia - TVI
- Os Conquistadores - cenografia - Teresa Guilherme Prod. - SIC 1995
- Escova de Dentes - cenografia (2.ª Fase) - Teresa Guilherme Prod. - SIC
- Club Vip - cenografia - SIC 1996
- Ousadias - cenografia - Teresa Guilherme Prod. - SIC 1996
- Ai os Homens - cenografia - Teresa Guilherme Prod. - SIC 1996
- All You Need Is Love - Remodelação Décor - Teresa Guilherme Prod. - SIC
- Programa de Fim de Ano - Décor - SIC 1996/1997
- Confissões - cenografia - Teresa Guilherme Prod. - SIC
- Programa de Fim de Ano - Décor - SIC 1997/1998
- Cantigas de Mal Dizer - cenografia - Teresa Guilherme Prod. - SIC 1998
- Ai os Homens - (2.ª série) Nova cenografia - Teresa Guilherme Prod. - SIC
- Programa do Além - cenografia - Teresa Guilherme Prod. - SIC 1998
- A Última Noite - cenários - Herman Zap Prod. - RTP 1999/2000
- Residencial Tejo - decoração de interiores - SIC 2000
- Sexappeal - cenografia - SIC 2000
- A Senhora Minstra - cenários - RTP 2000
- Lux - Programa não editado
- Novela Alves dos Reis - Arquitetura de interiores e implantação em estúdio - RTP 2000
- Oficina das Anedotas - Teresa Guilherme Prod. - cenários - RTP 2002
- As Manhãs de Sofia - Teresa Guilherme Prod. - cenografia - TVI 2002
- Oficina das Anedotas - Teresa Guilherme Prod. - (2ª Fase) - RTP 2002
- Telenovela O Jogo - Projeto de cenografia e décors - Endemol (não editado)
- O Prédio do Vasco - cenografia em Estúdio - TVI 2005
- Vasquinhos - cenografia em Estúdio - TVI 2005
- O Club das Chaves - decoração de interiores - TVI 2005
- Trio Maravilha - cenografia - TVI 2006
- Uma Familia Normal - Programa Piloto (broadcasting) decoração de interiores e Projecto Cenográfico - 2006
- Gala de Natal Disney - cenografia - SIC 2006

TEATRO PARA TELEVISÃO
- A Relíquia - segundo o original de Eça de Queiroz - Direcção e realização de Artur Ramos - Figurinos
- Baton - Direcção e realização de Artur Ramos - figurinos

## Para Publicidade
Durante a sua estadia em Luanda, trabalhou como Director Criativo da Agência Vértice - Banco de Fomento.
Na SOREFAME trabalhou com SAM, no Departamento de Publicidade daquela empresa.
Foi diretor artístico da Panorâmica 35. Entre muitos outros trabalhos, sempre com a realização de João Rapazote Fernandes, podem citar-se:
- Robialac - Menção Honrosa RTC
- Renault 5 - Super 5 é um espectáculo
- Centelha - Mobiliário Moderno
- Rank Xeror - Arlequim - Primeiro Prémio RTC da Classe
- Linha Johnson - Todos realizados por João Rapazote Fernandes
- Olá - Semanário
- Traffic - Colecções 98
- Macieira - Emigrante
- Carlsberg - Ópera - Grande Prémio RTC
- Carlsberg - Fotógrafo - Grande Prémio RTC
- cenografia para a marca Traffic - Loucuras
- cenografia para a marca Benetton - Loucuras
- cenografia da marca Benetton - Alcântara Mar
- Montras Benetton - Durante 5 anos
- Delta - Herman José - realização Cácá - ABACATE Filmes
- Delta - Campanha 1992 - realização Cácá - ABACATE Filmes
- Printemps - realização Cácá - ABACATE Filmes - Prémio RTC da classe Moda)
- Delta - Natal 1992 - ABACATE Filmes - cenografia

## Acontecimentos
Lançamento da cerveja GOLDEN BEER - Lisboa - Gare Marítima de Alcântara;
Porto - Discoteca Swing
Lançamento do perfume EDEN de Cacharelle - Estufa fria de Lisboa
GALAS E ACONTECIMENTOS
- Gala Mundial da Sida - cenografia - CCB
- Porto Sentido - cenografia - televisionado
- Super Model - cenografia - televisionado
- Gala Jet Set - cenografia e Ambiente - televisionado Vilamoura
- Gala TVI - cenografia - TVI
- Gala 10º Aniv Jornal Público - Alfândega do Porto
- Gala 10º Aniv Jornal Público - Convento do Beato - Lisboa
- Gala Novos Talentos Optimus - SIC - Pavilhão do Futuro - Lisboa
- Porto Fashion Awards - C. C. Santa Maria da Feira
- Gala de relançamento dos Novos canais Lusomundo / TV Cabo - Cenografia - Decoração e Produção Geral
- Palácio de Xabregas - Lisboa - Cliente - TV Cabo.

## Para Música
- Espectáculo de Rui Veloso - no Coliseu dos Recreios de Lisboa e Coliseu do Porto - Cenografia.
- As Canções dos Prémios Nobel - de Fernando Tordo - Auditório Olga Cadaval - Consultadoria de Imagem

## Para a Moda
Em 1972 abre a sua loja na Rua Rodrigues Sampaio, em Lisboa. Durante dois anos apresenta com regularidade oito colecções anuais de pronto-a-vestir e alta costura, desenhados e confeccionados no seu atelier, usando principalmente materiais nacionais.
Com o encerramento em 1974 da loja, vai trabalhar para a "Super Corte", como estilista. Trabalha ainda durante cerca de 3 anos na Cargine, como estilista, dando assistência a todas as colecções A H Design; desenhando ainda colecções para várias fábricas e marcas.
Integrou por várias vezes o Júri Internacional de Moda, que atribuía anualmente os prémios Portex.

## Decoração e Outros Projectos
- restaurante "Flor Castilho " - 1ª Fase
- restaurante "Casa da Comida" - 1ª Fase
- restaurante "Xêlê Bananas" -
- Discoteca Trumps - 2ª Fase
- Bar "99" - 1ª Fase
- restaurante -Bar "Espaço Ocarina" - 1ª Fase
- Bráz & Bráz - Remodelações Gerais em 1988
- Ourivesaria Branca de Brito - Centro Comercial de Alvalade - 1992
- residência de Manuela António - Estoril
- restaurante "Espelho de Água " - Lisboa
- residência Dr. Victor Telles - Lisboa
- Remodelação das lojas "Christian Sapatarias" - Lisboa
- Residência de Beatriz Serrano - Lisboa
- restaurante "Alfaia" - Arquitectura de interiores (restauro e Remodelação)
- decoração de interiores Design de Fardamentos - Logotipos, etc...
- residência de António Castanheira - Lisboa
- residência de Rui Horta - Lisboa
- Remodelação do restaurante "Blues Café " - Lisboa
- Decoração Estilo Neo-Arabe - Apartamento de Rui Horta - Gandarinha - Cascais
- Residência de Hilário Castro - Lisboa
- Ourivesaria F.F. Jóias - Hotel Pestana Palace - Lisboa
- Remodelação Arquitectonica - Remodelação de interiores e mobiliário da nova residência de Rui Horta - Moradia no Estoril.

## Outras Actividades
- ETC... (Suplemento literário do Jornal do Fundão) ilustrações (2 números)
- Lorentis (Revista de atualidade e moda) - ilustrações (3 primeiros números)
- Jornal da Moda - crónicas escritas
- Linda - (Revista de Moda) - crónicas escritas
- A Quinta do 2 - Colaboração; crónicas escritas
- O Homem que matou o Diabo - de Aquilino Ribeiro - Livraria Bertrand - ilustrações - Edição Especial
- Laboratório Faraday - projeto de Arquitectura e cenografia (repr. em tamanho real) construído no Museu de Electricidade de Lisboa)
- História da Electricidade de Lisboa. (Teatro em Miniatura) - desenho, concepção e criação, figurinos e Cenário - Museu de Electricidade - Lisboa

## Pintura
Além de estar representado em diversas colecções particulares, é de salientar a presença de trabalhos seus nos seguintes locais:
- Painéis no restaurante "Casa da Comida" - Acrílico sobre tela
- Painéis do Bar, no Fox-Trot - Acrílico sobre tela
- Retrato da Loja das Meias - Acrílico sobre tela, por encomenda de Pedro António Costa.
- Detém uma vasta obra de desenho e pintura (principalmente acrílico sobre tela) assim como, todos os originais que compõem a sua obra como cenógrafo e figurinista.

## 2007
Durante o ano de 2007 como diretor artístico da TGSA e TDN:
Novelas
- Vingança - Fase final - SIC
- Floribella - Fase final - SIC
- Floribella 2 - SIC
- Chiquititas - SIC
- Resistirei - SIC
- Rebelde Way - SIC

## 2008
- Lucy - (Autoria de cenário e figurinos) SIC
- Cenas do Casamento - SIC

## 2009
Teatro em Casa - RTP 1
realização de Fernando Ávila, produção Valentim de Carvalho Televisão, gravado nos Estúdios Tobis, para a RTP 1 - Teatro em Casa.
(cenários e figurinos)
- O Casamento da Condessa da Amieira de Júlio Diniz, encenação de Joaquim Benite.
- A Farsa do Doutor Finório de anónimo francês do século XV, encenação de José Martins.
- Um Noivado no Dafundo de Almeida Garret, encenação de José Martins.
- Amor de Dom Perlimplim com Belisa em seu Jardim de Federico García Lorca, encenação de Joaquim Benite.

Família - Família - RTP 1
(cenografia)
Neste programa, integra também o Júri Residente.

## 2010 - presente
| 2010 - Restaurante "Alfaia" (2.ª remodelação da estrutura e decoração do restaurante) - Verdade ou Talvez Não, na RTP 1 (cenografia do programa) - Quem Quer Ser Milionário?, na RTP 1 (coordenação, acompanhamento e adaptação cenográfica) - Top+, na RTP 1 (nova cenografia) - Só Visto!, na RTP 1 (nova cenografia) 2011 - D. Maria, A Louca, de Antônio Cunha, criação de Maria do Céu Guerra, no Teatro A Barraca - Rumor, de Mário de Carvalho, encenação de Maria do Céu Guerra, no Teatro A Barraca (direcção plástica, cenografia e figurinos) 2012 - O Libertino, de Éric Emmanuel-Schmitt, encenação de José Fonseca e Costa, no Teatro da Trindade (cenografia e figurinos) - Lisbon Colors Apartments (decoração de interiores) | 2013 - Menino de Sua Avó, de Armando Nascimento Rosa, criação de Maria do Céu Guerra e Adérito Lopes, no Teatro A Barraca (cenografia e figurinos) - Grande Revista à Portuguesa, de Filipe La Féria, no Teatro Politeama (figurinos) - Hotel Teatro B&B Lisbon (projecto de decoração de interiores) 2014 - Portugal à Gargalhada, de Filipe La Féria, no Teatro Politeama (figurinos) - Belmonte, da TVI (Plural Portugal) Art Director (cenografia e decoração de interiores) - Bar do Hotel Teatro B&b Lisbon (decoração de interiores) 2015 - A Noite das Mil Estrelas, de Filipe La Féria, no Casino Estoril/Teatro Politeama (figurinos). - República das Bananas, de Filipe La Féria, no Teatro Politeama (figurinos) - Claraboia de José Saramago, adaptação de João Paulo Guerra e encenação de Maria do Céu Guerra', no Teatro A Barraca' (cenografia e coordenação de guarda roupa). 2016 - O Musical da Minha Vida, de Filipe La Féria, no Casino Estoril/Teatro Politeama (figurinos). 2017 - Refrigerantes e Canções de Amor, de Luís Galvão Telles, (figurino da protagonista). 2018 - Arcadas do Fado - Casa de Fados de Alexandra (projecto de decoração de interiores) - Eu Saio na Próxima e Você?, de Filipe La Féria, no Teatro Politeama (figurinos). 2019 - Severa, de Filipe La Féria, no Teatro Politeama (figurinos). 2023 - Cinderela, de Filipe La Féria, no Teatro Politeama (cenário e figurinos). - Frei Luís de Sousa, de Almeida Garrett, encenação de Adérito Lopes no Centro Cultural Franciscano (direção de arte e figurinos). https://theboard.pt/frei-luis-de-sousa/ 2024 - A Bela e o Monstro, de Filipe La Féria, no Teatro Politeama (cenário e figurinos). |